# Eupithecia oxycedrata
Eupithecia oxycedrata là một loài bướm đêm trong họ Geometridae.